# 葛城村 (奈良県)
葛城村（かつらぎむら）は奈良県北西部、南葛城郡に属していた村。現在は御所市の一部。奈良県内に現存する葛城市との関連はない。

## 歴史
- 1889年（明治22年）4月1日 - 町村制の施行により、葛上郡 小殿村、下茶屋村、佐田村、井戸村、南郷村、極楽寺村、高天村、北窪村、西北窪村、伏見村、朝妻村、僧堂村、鴨神村、西佐味村、東佐味村、船路村、五百家村、林村、西持田村、東持田村、栗阪村、鳥井戸村が合併し葛城村が成立。
- 1897年（明治30年）4月1日 - 所属郡を南葛城郡に変更。
- 1956年（昭和31年）9月1日 - 吐田郷村と合併し、葛上村が発足。同日葛城村消滅。

## 交通

### 鉄道路線
- 日本国有鉄道
  - 和歌山線

村内に駅は存在しない。

### 道路
- 一級国道24号(現：国道24号）
- 二級国道168号大和高田新宮線（現∶国道168号）
- 主要地方道富田林大淀線（現∶国道309号）